# Ribeira Grande de Santiago
Ribeira Grande de Santiago és un concelho (municipi) de Cap Verd. Està situat a la part sud-oest de l'illa de Santiago. La seu de la vila és a Cidade Velha. Tenia una població de 8.323 en el cens de 2010, el 18è municipi en població. L'àrea és de 137,3 km², el dotzè de Cap Verd.

## Subdivisions
El municipi està format per dues freguesias (parròquies civils):
- Santíssimo Nome de Jesus
- São João Baptista

Comprèn els assentaments de Cidade Velha (1.214 hab.), Salineiro (1.113 hab.), Santana (957 hab.), Porto Mosquito (819 hab.), São Martinho Grande (593 hab.), Pico Leão (572 hab.), Porto Gouveia (534 hab.), Achada Loura (403 hab.), João Varela (394 hab.), Belém (382 hab.), Calabaceira (366 hab.) Chã de Igreja (210 hab.)

## Geografia
El seu territori és gairebé tot muntanyenc, al sud-est està dominats per les muntanyes, la part nord són muntanyoses, a la part occidental hi ha penya-segats. Els penya-segats es van formar al voltant de 73000 aC a causa d'un tsunami de 170 metres d'altura tsunami procedent de Fogo quan la part oriental es va ensorrar a l'oceà. Aleshores la part occidental de l'illa era muntanyosa i alguns penya-segats van col·lapsar i foren erosionats pel mar, es va perdre un terreny d'uns 700 metres a 1 km d'ample amb una ubicació a 100 metres del nivell del mar actual.

## Història
El municipi que va crear el 2005 quan es van separar dues parròquies de l'antic municipi de Praia per formar el municipi de Ribeira Grande de Santiago.
L'antiga ciutat de Ribeira Gran de Santiago (Cidade Velha) és un dels més antics assentaments europeus a l'Àfrica Subsahariana. Va ser un port important per al comerç d'esclaus de l'Àfrica Occidental a les Amèriques. La ciutat compta amb nombrosos edificis i ruïnes significatives protegides. La ciutat i la fortalesa s'enumeren com a Patrimoni de la Humanitat de la UNESCO des de 2009.
L'embassament per a Cidade Velha, Praia i l'àrea urbana del sud de l'illa de Santiago (les dues úniques àrees metropolitanes de Cap Verd) es va començar a construir pel 2010 i es va acabar el 29 de juny de 2013, la seva ubicació és 2 km al nord de Cidade Velha i gairebé a un quilòmetre del llogaret de Salineiro.

## Demografia
| 2000  | 2010  |
| 9.664 | 8.323 |

## Política
El Moviment per la Democràcia és el partit governant del municipi des de 2008.

### Assemblea Municipal
|                            | 2008 % | 2008 escons | 2012 % | 2012 escons |
| -------------------------- | ------ | ----------- | ------ | ----------- |
| PAICV                      | 45.6   | -           | 45     | 6           |
| Moviment per la Democràcia | 50.8   | -           | 52.7   | 7           |

### Municipalitat
|                            | 2008 % | 2008 escons | 2012 % | 2012 escons |
| -------------------------- | ------ | ----------- | ------ | ----------- |
| PAICV                      | 47.6   | 0           | 34.3   | -           |
| Moviment per la Democràcia | 49     | 9           | 61.6   | 9           |